# Synagoge (Barr)
Die Synagoge in Barr, einer französischen Gemeinde im Département Bas-Rhin in der Region Grand Est, wurde 1878 errichtet und 1989 abgerissen. Die Synagoge befand sich in der Rue des Lièvres.
Die nach Plänen des Architekten Albert Brion erbaute Synagoge wurde am 26. September 1878 feierlich eingeweiht.
Während der deutschen Besatzung im Zweiten Weltkrieg wurde das Gebäude beschädigt und zweckentfremdet. Nach 1945 wurde die Synagoge renoviert und 1950 wieder eingeweiht. Nach Auflösung der jüdischen Gemeinde Barr wurde die Synagoge 1989 abgebrochen.
Die Gebotstafeln und die Portalinschrift sind erhalten geblieben und wurden im Park der Elisa Stiftung in Straßburg aufgestellt.